# KNSB Cup Grand prix (marathonschaatsen) 2024/2025
De KNSB Cup Grand prix (marathonschaatsen) 2024/2025 is het jaarlijks terugkerende klassement over de gehouden Marathon Cup wedstrijden in Nederland. Het is de achttiende keer dat de KNSB Cup Grand prix werd uitgereikt. Dit seizoen was de start weer op de traditionele wijze geopend op de Weissensee in Oostenrijk waar de eerste drie wedstrijden werden gehouden. Daarna verplaatste het marathonschaatsen zich naar Luleå om in Zweden de laatste drie Grand Prix wedstrijden te rijden. De Alternatieve Elfstedentocht Weissensee werd afgelast door de weersomstandigheden.
Hieronder is een overzicht van de winnaars van de marathon cup's en een overzicht van het eindklassement.
| Divisie             | Eerste | Tweede | Derde |
| ------------------- | ------ | ------ | ----- |
| Top-divisie mannen  |        |        |       |
| Top-divisie vrouwen |        |        |       |

## Grand Prix wedstrijden
| Datum       | Plaats     | Wedstrijd                                            | Winnaar mannen    | Winnaar vrouwen   |
| ----------- | ---------- | ---------------------------------------------------- | ----------------- | ----------------- |
| 23 januari  | Weissensee | Grand Prix 1; Aart Koopmans Memorial                 | Sjoerd den Hertog | Femke Mossinkoff  |
| 27 januari  | Weissensee | Grand Prix 2; sprint                                 | Luc ter Haar      | Tessa Snoek       |
| 29 januari  | Weissensee | Grand Prix 3; Alternatieve Elfstedentocht Weissensee | Afgelast          | Afgelast          |
| 19 februari | Luleå      | Grand Prix 4                                         | Jordy Harink      | Veerle van Koppen |
| 21 februari | Luleå      | Grand Prix 5                                         | Luc ter Haar      | Tessa Snoek       |
| 22 februari | Luleå      | Grand Prix 6                                         | Daan Gelling      | Esther Kiel       |

## Eindklassementen
Top-divisie mannen
| Algemene stand | Algemene stand | Algemene stand | Algemene stand |
| Nr.            | Naam           | Ploeg          | Punten         |
| -------------- | -------------- | -------------- | -------------- |
| 1              |                |                |                |
| 2              |                |                |                |
| 3              |                |                |                |
| 4              |                |                |                |
| 5              |                |                |                |
| 6              |                |                |                |
| 7              |                |                |                |
| 8              |                |                |                |
| 9              |                |                |                |
| 10             |                |                |                |

Top-divisie vrouwen
| Algemene stand | Algemene stand | Algemene stand | Algemene stand |
| Nr.            | Naam           | Ploeg          | Punten         |
| -------------- | -------------- | -------------- | -------------- |
| 1              |                |                |                |
| 2              |                |                |                |
| 3              |                |                |                |
| 4              |                |                |                |
| 5              |                |                |                |
| 6              |                |                |                |
| 7              |                |                |                |
| 8              |                |                |                |
| 9              |                |                |                |
| 10             |                |                |                |

Marathon Cup 1 · 
Marathon Cup 2 · 
Marathon Cup 3 ·
Marathon Cup 4 · 
Marathon Cup 5 · 
Marathon Cup 6 · 
Marathon Cup 7 · 
Marathon Cup 8 · 
De Vier van Noord-Holland 1 · 
De Vier van Noord-Holland 2 · 
De Vier van Noord-Holland 3 · 
De Vier van Noord-Holland 4 · 
Marathon Cup 9 · 
NK kunstijs · 
Marathon Cup 10 · 
Marathon Cup 11 · 
Marathon Cup 12 · 
Marathon Cup 13 · 
Grand Prix 1 · 
Open NK natuurijs · 
Grand Prix 2 · 
Grand Prix 3 · Marathon Cup 14 · 
Marathon Cup 15 · 
Grand Prix 4 · 
Grand Prix 5 · 
Grand Prix 6 ·  
Marathon Cup 16  · 
Klassementen: KNSB Cup ·
Jongeren · 
Ploegen ·
Grand Prix ·
Club-assistent Brabantcup ·
De Vier van Noord-Holland
Lijst van schaatsmarathonrijders 2024/2025
2006/2007 ·
2007/2008 ·
2008/2009 ·
2009/2010 ·
2010/2011 ·
2011/2012 ·
2012/2013 ·
2013/2014 ·
2014/2015 ·
2015/2016 ·
2016/2017 ·
2017/2018 ·
2018/2019 ·
2019/2020 ·
2020/2021 ·
2021/2022 ·
2022/2023 ·
2023/2024 ·
2024/2025